# Корзюков, Анатолий Иванович
Анатолий Иванович Корзюков — кандидат биологических наук, доцент кафедры зоологии Одесского национального университета им. И. И. Мечникова, Президент Украинского общества охраны птиц.

## Биография
Родился 8 августа 1938 г. в г. Одессе. Отец и мать работали в Одесском трамвайном бюро. В период оккупации Одессы во время Второй мировой войны семья была в Одессе, скрываясь в катакомбах, когда во двор входили оккупанты (румыны и немцы).
10 апреля 1944 г. советские войска освободили Одессу, и отца Анатолия Ивановича забрали на фронт. Войну его отец закончил в Венгрии.
В 1946 году Анатолий поступил в первый класс средней мужской школы № 57. В 6-7 кассах он посещает зоологический кружок на областной станции юных натуралистов и зоологический кружок в городском дворце пионеров, которыми руководил В. А. Москетти.
В течение трех лет он награждался бронзовой медалью выставки за полученные научные результаты в деле охраны птиц в Одесской области. Он, как участник ВДНХ, посещает Москву и встречается там с П. П. Смоленным, видным организатором натуралистического движения в стране. Тогда же, в 1952 году юный натуралист знакомится с проф. И. И. Пузановым — заведующим кафедрой зоологии позвоночных Одесского государственного университета им. И. И. Мечникова и начинает выполнять задания ученых кафедры.
С 8-го класса в г. Одессе стали соединять школы мужские и женские, и его переводят в школу № 101, которую он впоследствии и закончил. Уже в старших классах он начинает принимать участие в научных исследования в дельте Днестра совместно со студентами кафедры зоологии университета. В частности, с польским студентом Мечиславом Юзефиком (впоследствии ставшим видным экологом Польши) изучает голенастых птиц и бакланов в дельте Днестра.
Уже в 10 классе при содействии В. А. Москетти и Л. Ф. Назаренко в марте 1956 г. в Одессе организуется Первая орнитологическая конференция юных орнитологов, на которой выступает и юннат Корзюков Анатолий. Начиная с 8-го класса он начинает готовить свои первые научные публикации, которые с рецензией проф. И. И. Пузанова выходят в 1957 году в виде небольшой брошюры «Приваблювання та охорона корисних птахів юннатами міста Одеси» («Привлечение и охрана полезных птиц юннатами города Одессы»).
Поступив в университет, был сразу же призван на действительную службу в Советскую армию. Закончив службу, он возвращается в университет и переводится на учебу с вечерней формой обучения. В 1967 году, закончив учёбу на кафедре зоологии позвоночных Одесского национального университета, защитил дипломную работу, посвящённую голенастым птицам дельты Днестра.
В 1983 году защитил кандидатскую диссертацию, посвящённую актуальной теме предупреждения столкновения самолётов с мигрирующими птицами.
В июне 1974 г. он по конкурсу избирается старшим преподавателем кафедры зоологии Одесского университета. Работая на кафедре, готовит диссертацию и в 1983 году защищает её. Принимая активное участие в общественной жизни факультета, он неоднократно представляет университет на различных международных форумах, активно защищая природу.

## Награды и достижения
Награжден медалью Итальянского института охраны природы.
Отличник высшего образования.
Является экспертом Международного союза охраны Природы и природных ресурсов (IUSN).
Принимает активное участие во многих (Великобритания, Италия, Нидерланды, Польше, Германии, Финляндии, Венгрии, Бельгии, Испания, России, Греции, Белоруссии, Эстонии, Латвии, Казахстана, Кыргызстана и др.) международных конференциях и форумах.

## Общественная деятельность
Организатор многих орнитологических международных форумов в Одессе и на территории Украины.

## Научные публикации
Опубликовал более 250 статей по различным аспектам орнитологии, является членом многих редакционных изданий по биологии.

### Основные публикации
1. Корзюков А. И. Изучение массовых перемещений птиц в северо-западном Причерноморье с целью предупреждения их столкновений с самолетами: Автореф. диссер. на соискание учёной степени кандид. биолог. наук. — Кишинёв, 1983. — 24 с.
2. Корзюков А. И. Необычное поведение пролётных птиц над акваторией Чёрного моря // Русский орнитологический журнал. — 2003. — № 12. — С. 235.
3. Корзюков А. И., Русев И. Т., Соколовский Д. С., Овчаров А. А. Результаты учетов птиц на Будакском, Днестровском, Кучурганском лиманах, в плавневой зоне Нижнего Днестра и в устьевой зоне р. Барабой // Бюллетень РОМ: Итоги регионального орнитологического мониторинга. Август 2004 г. Азово-Черноморское побережье Украины. — 2005. — Вып. 2. — 28 с.
4. Корзюков А. И., Русев И. Т., Соколовский Д. С., Овчаров А. А., Артамонов В. А., Рединов К. А., Вобленко А. С. Результаты учетов птиц на Одесских лиманах: Сухом, Хаджибеевском, Куяльницком, Большом и Малом Аджалыке, Тилигульском и Соленом озере у с. Морское // Бюллетень РОМ: Итоги регионального орнитологического мониторинга. Август 2004 г. Азово-Черноморское побережье Украины. — 2005. — Вып. 2. — 28 с.
5. Корзюков А. І. Острів Зміїний. Рослинний і тваринний світ: монографія / В. А. Сминтина, В. О. Іванця, Т. В. Гудзенко та ін. — Одеса: Астропринт, 2008. — 182 с. Корзюков А. И. Встречи некоторых редких мигрантов над акваторией Черного моря у острова Змеиный // Русский орнитологический журнал, 2013. — Том 22, Экспресс-выпуск 924. — Санкт-Петербург. — С. 2681—2682.